# 德尔茜·罗德里格斯
德尔茜·埃洛伊娜·罗德里格斯·戈麦斯（Delcy Eloína Rodríguez Gómez，1969年5月18日—）是委內瑞拉政治人物，自2018年起担任委内瑞拉副总统。 她还曾于2013年至2014年担任委内瑞拉通讯和信息部人民权力部长，至2014年至2017年担任外交部长，并于2017年8月4日至2018年6月14日担任委内瑞拉制宪会议主席。她因被指侵犯人權和該國的政治危機，而受到多项国际制裁。    